# Harald Kullmann
Harald Kullmann (* 1969 in Aschaffenburg) ist deutscher Posaunist, Komponist, Arrangeur und Dirigent.

## Leben
Kullmann begann mit dem Posaunenspiel im Alter von 12 Jahren. 1992 begann er das Studium am Hermann-Zilcher-Konservatorium (Hochschule für Musik in Würzburg) bei Norbert Daum im Fach Bassposaune. Er arbeitet als Musiklehrer, Komponist und Arrangeur, seit 2007 auch für das Blechbläserensemble Blechschaden der Münchner Philharmoniker.
Darüber hinaus leitete er verschiedene Ensembles von Laienmusikern, u. a. die Stadtkapelle Alzenau, den Musikverein Großwelzheim und den Musikverein Blankenbach.

## Werke (Auswahl)
- mit Benjamin Appel: Schule für Kontrabassposaune. Reichenberg, 1998; ISMN 979-0-20649179-5 (Suche im WorldCat) (DNB 1047616025 ).
- Tune ups for brass. Reichenberg, 2010; ISMN 979-0-20649110-8 (Suche im WorldCat)(DNB 1047616025 ).
- El Condor Pasa & Quantanamera für Blechbläserquartett